# 大學文檔系統

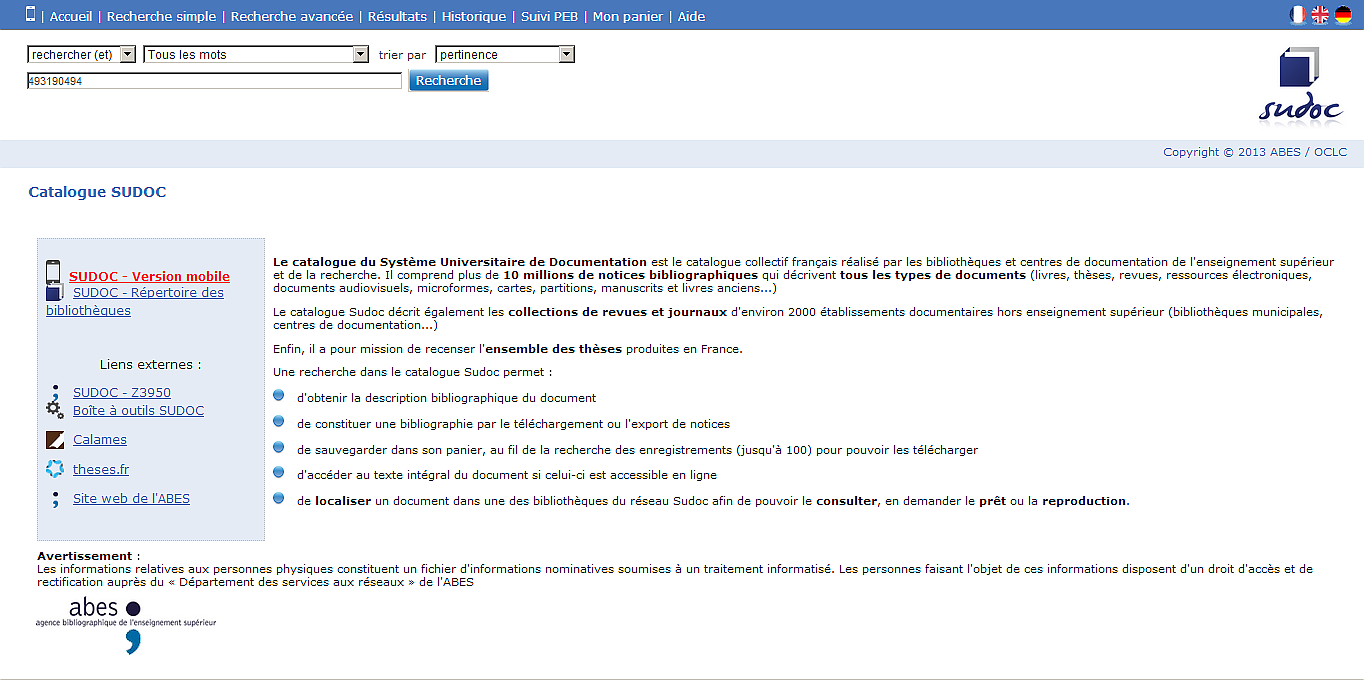
大學文檔系統的系統畫面

大學文檔系統（Système Universitaire de Documentation，簡稱SUDOC）是法國高等教育機構圖書館所使用的圖書系統。該系統收錄了法國大專院校、研究型圖書館及資源中心的聯合目錄，並提供法國3,400處圖書館及圖書資源中心相關資訊如地理位置、連絡資料及服務項目等。此系統由法國高等教育書目機構（ABES）負責營運。

## 外部連結
- 官方网站